# Rio de la Frescada
Le rio della (ou de la) Frescada est un canal de Venise entre le Dorsoduro (Sestiere de Venise) et San Polo.

## Toponymie
Le nom provient de la famille patricienne della Frascada, venue d'Istrie et apparu dans l'actualité lorsque Nicolò fut en 1342 l'un des électeurs du doge Andrea Dandolo. La famille avait un palais dans la paroisse de San Pantalon, qui passa après leur extinction dans le giron des Corner Dalla Frescada, puis des Loredan et des Foscarini-Garzoni. Le dernier Frescada, Marco lègua toutes ses maisons autour de San Tomà à la construction d'un hôpital pour les pauvres près de l'église San Vito.

## Description
Le rio della Frescada a une longueur de 267 m. Il prolonge le rio delle Sacchere depuis son intersection avec le rio di San Pantalon en sens sud-est vers le Grand Canal.

## Situation et monuments remarquables
Il longe du côté nord à partir du Rio de San Pantalon
- Le Campo  Castelforte;
- la Scuola Grande de San Rocco;
- la Ca' Lipoli
- le Palazzetto Madonna
- Le Palazzo Civran Grimani

du côté sud
- La Ca' Bottacin
- Le Palazzo Caotorta Angaran

## Ponts
Ce rio est traversé par quatre ponts, d'est en ouest :

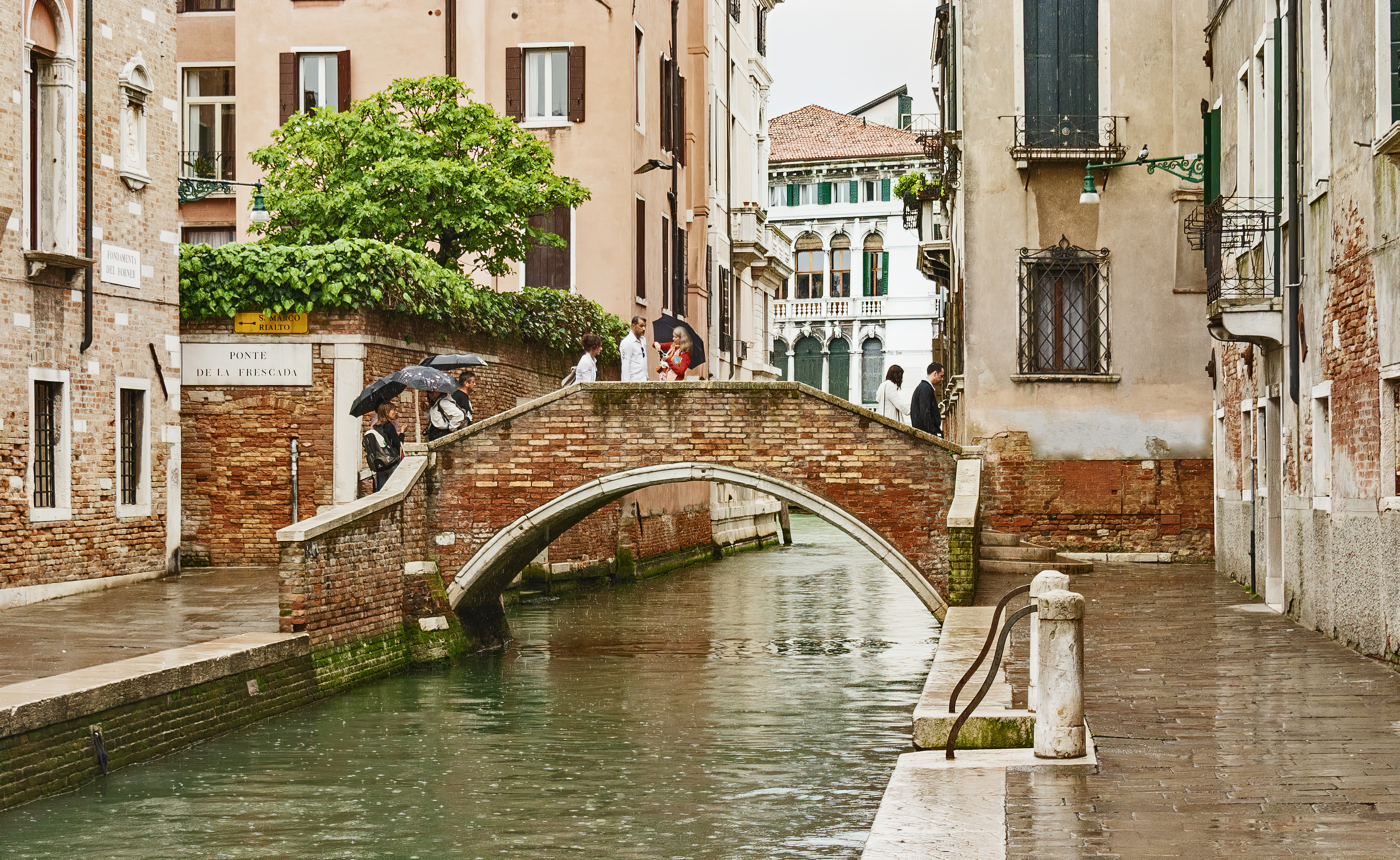
Ponte de la Frescada reliant Calle del Campaniel detta Civran et la Calle Venier o Balbi
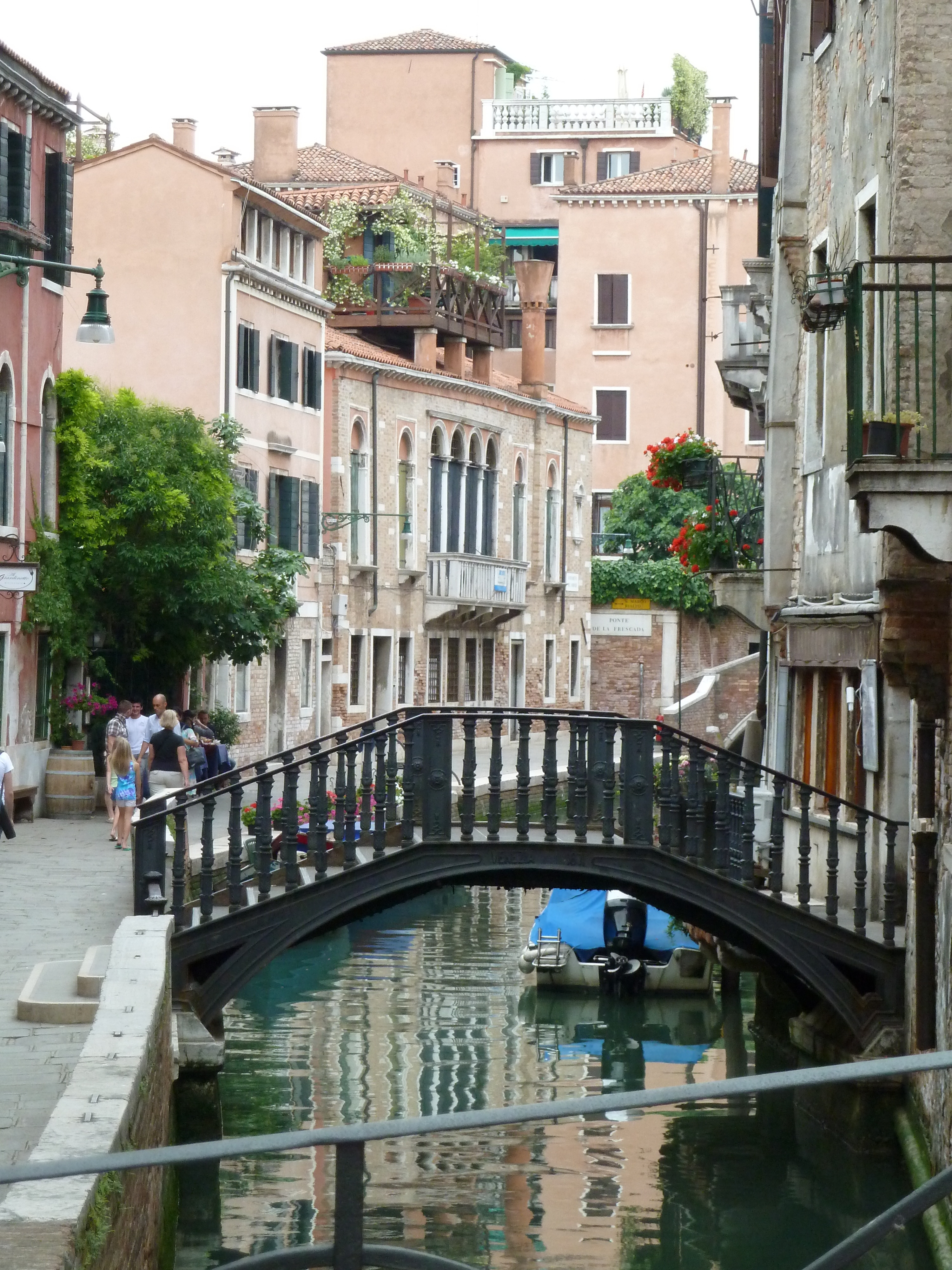
Ponte de la Donna Onesta reliant Calle Boldù et la Fondamenta del Forner
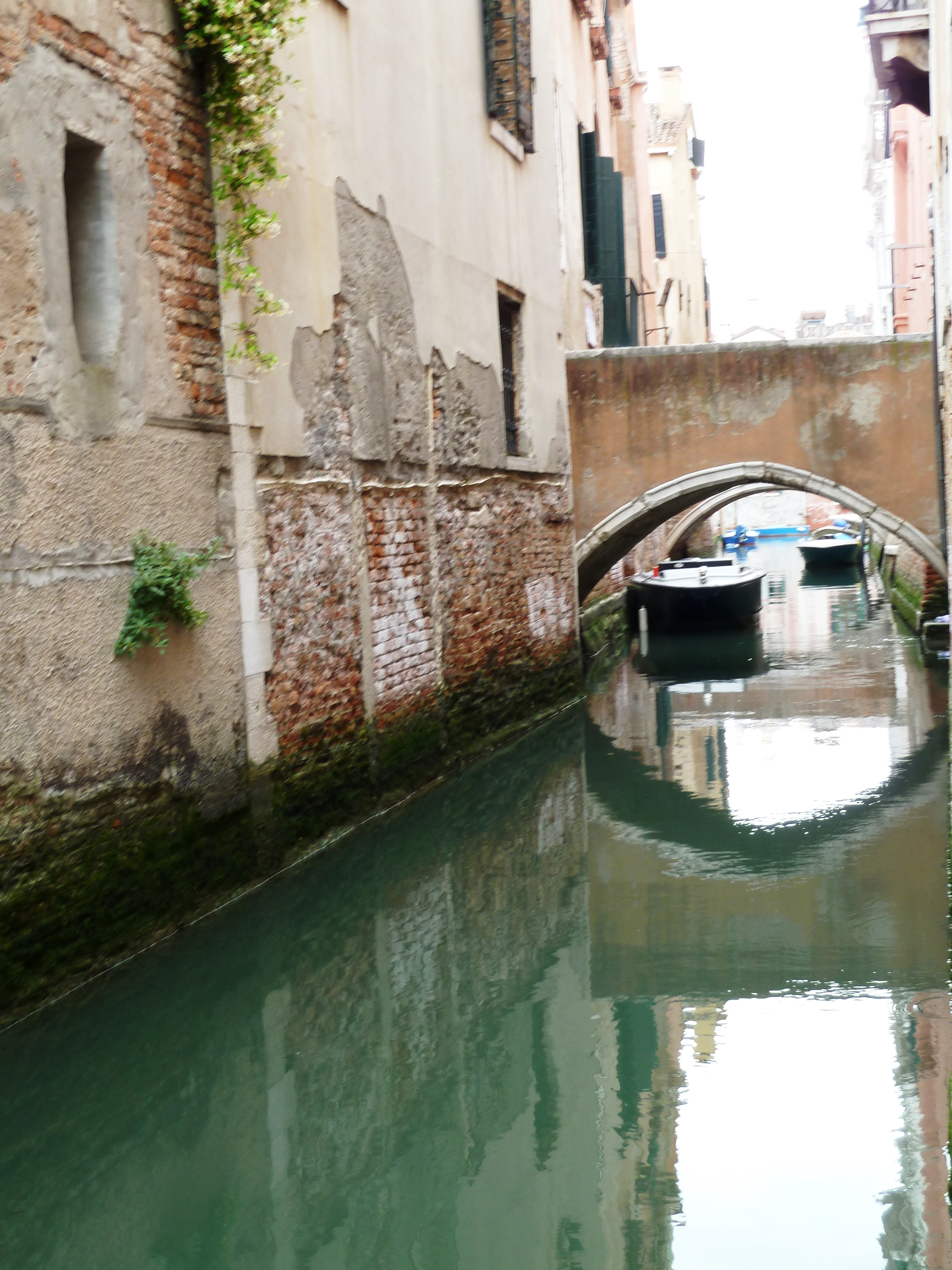
Ponte San Rocco reliant le Campiello du même nom à la Calle del Scaleter
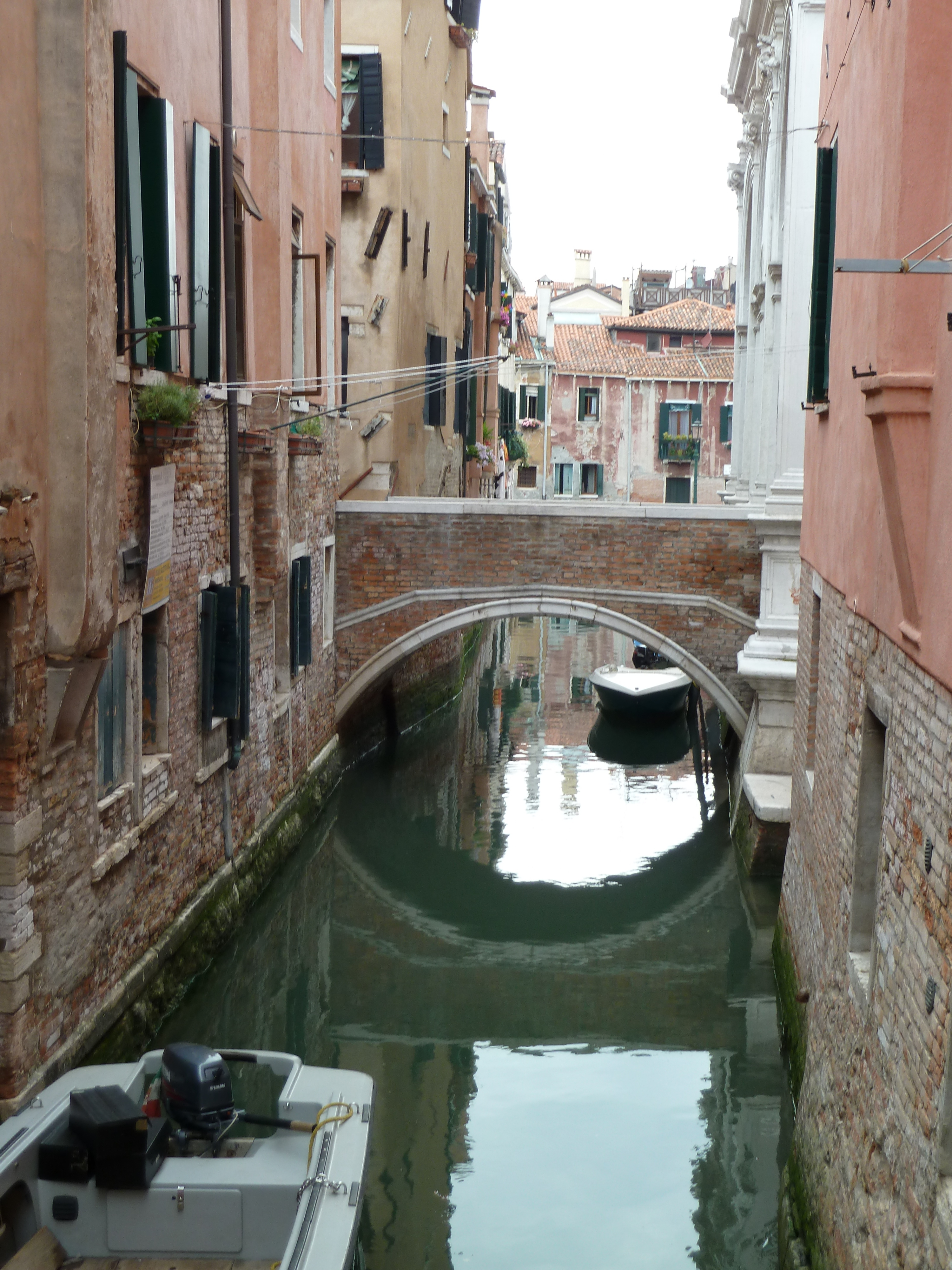
Ponte de la Scuola reliant la Scuola de San Rocco à la Calle de la Scuola